# Эйфель, Гюстав
Алекса́ндр Гюста́в Э́йфе́ль (БРЭ допускает оба ударения, фр. Alexandre Gustave Eiffel), при рождении Бёникхаузен (фр. Bonickhausen; 15 декабря 1832, Дижон — 27 декабря 1923, Париж) — французский инженер-строитель, специалист по проектированию металлических конструкций. Завоевал небывалую популярность после постройки в Париже к выставке 1889 года металлической башни, принадлежащей к замечательнейшим техническим сооружениям XIX века и названной в его честь.

## Биография

### Семья и ранние годы
Родился во французском департаменте Кот-д’Ор. Был первым ребёнком Катрин-Мелани (урожд. Монёз) и Александра Эйфеля. Последний был потомком Жана-Рене Бёникхаузена, эмигранта из германского селения Мармаген под Кёльном, переселившегося в Париж в начале XVIII века, и его сын стал одним из троих людей немецкого происхождения, изменивших облик Парижа, наряду с бароном Османом и инженером Жаком Гитторфом. Фамилию Eiffel семья приняла в напоминание о родных горах Eifel (нем. Айфель). Хотя члены семьи пользовались фамилией Эйфель, Гюстав был зарегистрирован под фамилией Бёникхаузен и официально не менял её до 1880 года.
Отец Гюстава отслужил в армии, но к моменту рождения сына оставался при ней на административной работе. Однако вскоре он оставил службу и переключился на помощь жене в ведении дел унаследованной ей от родителей фирмы по заготовке древесного угля, когда она решила расширить сферу деятельности фирмы, включив в неё дистрибуцию товара. Из-за занятости матери будущий архитектор много времени проводил у бабушки, но сохранял привязанность к матери, бывшей влиятельной фигурой в его жизни до её кончины в 1878 году. В 1843 году Катрин продала успешный семейный бизнес и удалилась от дел, живя на вырученные средства.
Гюстав учился в Королевском лицее в Дижоне, но учёба тяготила его вплоть до старших классов, когда он взялся за занятия под влиянием учителей истории и литературы и успешно сдал экзамены на звание бакалавра по естественным и гуманитарным наукам.
Важную роль в обучении мальчика играли его дядя Жан-Батист Моллерат, владелец крупного химического завода близ Дижона, автор метода перегонки уксуса, и один из дядиных друзей химик Мишель Перре, обучавшие его всему от химии и горного дела до богословия и философии.
Для последующей учёбы Гюстав уехал в Париж, где поступил в Коллеж Сен-Барб, по окончании которого хотел поступить в Политехническую школу, но преподаватели сочли его результаты недостаточными, и он был зачислен в более прикладную Центральную школу искусств и мануфактур. На втором курсе он решил специализироваться по химии и в 1855 году окончил учёбу 13-м из 80 кандидатов. В тот год Париж принимал Всемирную выставку, и мать купила Гюставу для посещения зрелища абонементный билет.

### Карьера

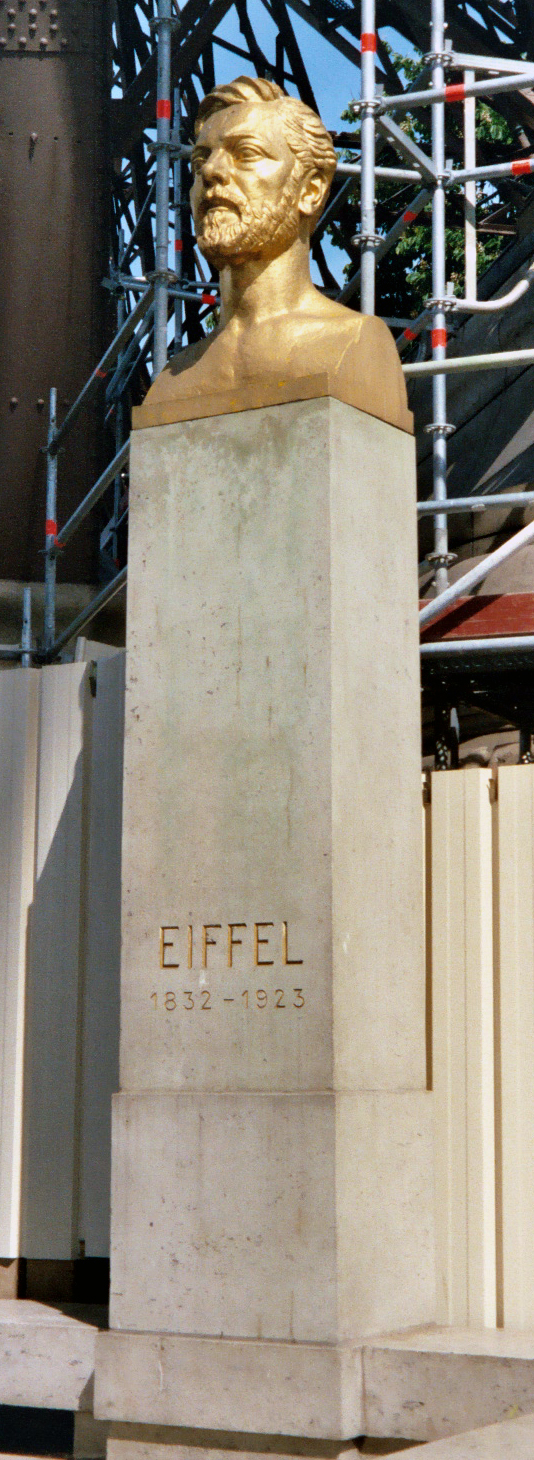
Памятник Гюставу Эйфелю в основании Эйфелевой башни

В 1855 году получил диплом инженера в Центральной школе искусств и мануфактур в Париже.
До строительства Эйфелевой башни был известен своими импозантными стальными конструкциями мостов (в частности, моста Марии Пии через Дуэро в Порту в Португалии и железнодорожного моста длиной 500 метров в Бордо) и вокзалов в Будапеште. Он завершил также виадук де Гараби — железнодорожный виадук в южной Франции, который вознёсся над долиной на высоте 122 метров и был в своё время самым высоким в мире.
Принимал участие в строительстве железного каркаса для нью-йоркской статуи Свободы, в конкурсе на возведение Троицкого моста в Петербурге, в амазонской глубинке построил т. н. Железный дом.

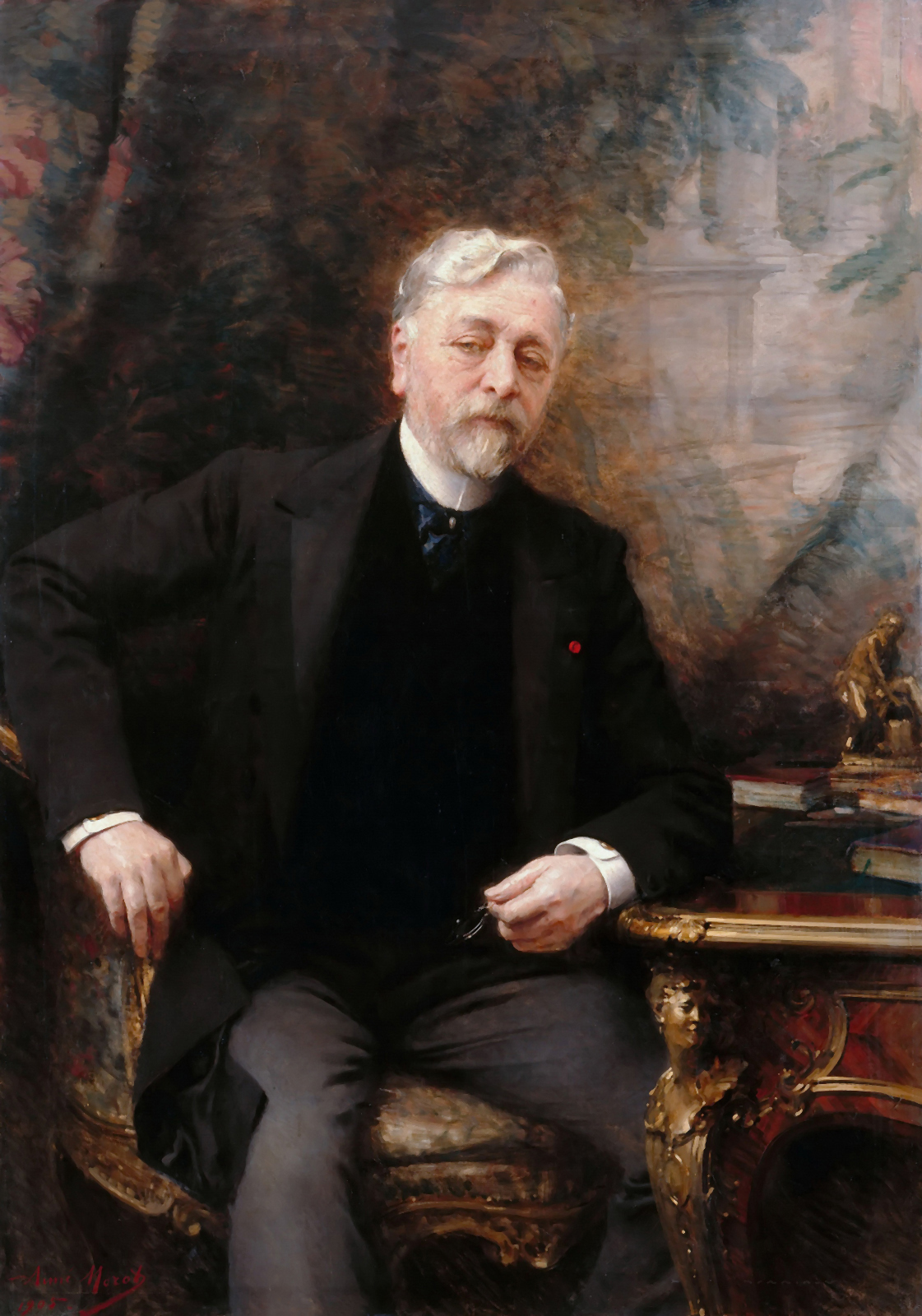
Портрет Гюстава Эйфеля
Эме Моро, 1905

Был инженером Панамского общества и поставщиком машин для него, изготовлявшихся на его машиностроительном заводе в Леваллуа-Перре (близ Парижа). Разоблачения, касавшиеся Панамского общества, коснулись и Эйфеля: его обвиняли в получении от Панамского общества 19 млн франков за фиктивные работы. Преданный суду (1893) вместе с отцом и сыном Лессепсами и другими причастными к делу лицами, Эйфель был приговорён к двум годам тюрьмы и 20 000 франкам штрафа, но кассационный суд отменил приговор за истечением срока уголовной давности.
Разработал и воплотил в жизнь идею вращающегося купола обсерватории в Ницце, который, несмотря на вес в 100 т, легко приводится в движение одним человеком; усовершенствовал систему подвижных мостов и т. д.

### Личная жизнь
В январе 1860 года Эйфель заявил родителям, что хочет жениться на девушке из Бордо по имени Луиза, которая происходила из богатой семьи, владевшей замком и многочисленными виноградниками. Мать девушки, считая Гюстава охотником за приданым, сделала все, чтобы помешать браку, который так и не состоялся. После Луизы Эйфель ещё 3 раза пытался завести отношения с девушками из состоятельных семей, но результат был такой же.
Наконец, 8 июля 1862 года, когда Эйфелю было 29 лет, в Дижоне он отпраздновал свадьбу с Мари Маргаритой Годле, которой на тот момент было 17 лет.
От этого единственного и счастливого брака у Эйфеля было пятеро детей, три девочки и два мальчика:
- Дочь Клэр Мари (1863—1934) родилась в Клиши-ла-Гаренн
- Дочь Лора Жанна (1864—1958)(в замужестве Ле Грэн) родилась в Клиши-ла-Гаренн
- Сын Жозеф Александр Эдуард (1866—1933) родился в Париже,
- Дочь Валентина (1870—1966) (в замужестве Пиччиони) родилась в Леваллуа-Перре
- Сын Алберт Леон Александр (1873—1941) родился в Леваллуа-Перре.

11 августа 1864 года от рака горла умирает его любимая сестра Лора (свою дочь Лору он назовет в её честь).
Его жена Маргарита тоже не отличалась хорошим здоровьем, которое со временем стало ухудшаться. Умерла 8 сентября 1877 года в возрасте 32 лет. Похоронена на кладбище в Леваллуа-Перре. После смерти матери заботу о доме взяла на себя дочь Клэр.
У старшей дочери Клэр родился сын Жорж Салль, историк искусств.
Его праправнучка — наездница Виржини Купери-Эйфель, бывшая жена Жюльена Клерка.

### Смерть
Гюстав Эйфель скончался 27 декабря 1923 года в возрасте 91 года в собственном особняке на улице Рабле. Похоронен в семейном склепе на кладбище Леваллуа-Перре.

## Объекты, спроектированные в ателье Гюстава Эйфеля
Хронологический список
- Западный железнодорожный вокзал, Будапешт, Венгрия (1877)
- Мост Марии Пии, Порту, Португалия (1877)
- Эйфелев мост, Унгень, Молдова (1877)
- Металлический пешеходный мост, река Оньяр, Жирона, Каталония, Испания (1877)
- Купол для обсерватории в Ницце, Ницца, Франция (1878)
- Двухуровневый мост Густава Эйфеля, река Лима, Виана-ду-Каштелу, Португалия (1878)
- Виадук Гараби, железнодорожный мост, река Трюйер, Франция (1884)
- Статуя Свободы, Нью-Йорк, США (1886) (помогал основному архитектору)
- Железный дом, Икитос, Перу (1887)
- Железный дом, Мапуту (1892).
- Железный дом, Луанда (после 1892).
- Эйфелева башня, Париж, Франция (1889)
- Центральный железнодорожный вокзал[исп.], Сантьяго, Чили (1897)
- Центральная автобусная станция Ла-Паса, Боливия
- Мост Цагвери-Цеми железнодорожного пути Борджоми-Бакуриани (Грузия), специально заказанный Романовыми во Франции (1902) и установленный на реке Цемисцкали[20].
- Подъёмный механизм Ростовского разводного железнодорожного моста, Ростов-на-Дону, Россия

### Эйфелева башня
Эйфелева башня воздвигнута на Марсовом поле, напротив Йенского моста; по высоте (324 м) она почти в 2 раза выше самых высоких сооружений того времени (Пирамида Хеопса — 137 м, Кёльнский собор — 156 м, Ульмский собор — 161 м и др.). Вся башня сделана из железа и состоит из трёх ярусов.
Сооружение Эйфелевой башни продолжалось 26 месяцев, с 28 января 1887 года до 31 марта 1889 года и обошлось налогоплательщикам в 6,5 млн франков. За шесть месяцев работы выставки посмотреть «железную леди» пришло более 2 млн посетителей. Сооружение имело такой успех, что к концу года удалось возместить три четверти всех затрат на строительство.

## Память

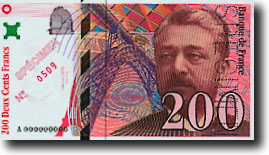
Банкнота номиналом 200 франков с портретом Г. Эйфеля

- В 1983 году, к 60-летию со дня смерти Г. Эйфеля, французская почта выпустила (для заморского департамента Уоллис и Футуна) памятную марку номиналом в 97 франков с изображением конструкций Эйфелевой башни и портретом её создателя.
- С 1996 года во Франции выпускалась банкнота достоинством в 200 франков, посвящённая Гюставу Эйфелю.
- В честь Гюстава Эйфеля назван язык программирования Eiffel.
- В 2021 году вышел фильм «Эйфель» (режиссёр Мартен Бурбулон).